# Maurice Robion du Pont
Maurice Louis Marie Robion du Pont (ur. 15 maja 1868 w Breście, zm. ?) – francuski strzelec, olimpijczyk. 
Był związany z Paryżem. Uczestniczył w igrzyskach olimpijskich w 1908 roku. Zajął 14. miejsce w rundzie pojedynczej do sylwetki jelenia i rundzie podwójnej do sylwetki jelenia, oraz 34. pozycję w pistolecie dowolnym z 50 jardów. 

## Wyniki

### Igrzyska olimpijskie
| Igrzyska    | Konkurencja                          | Wynik    | Miejsce | Źródło |
| ----------- | ------------------------------------ | -------- | ------- | ------ |
| Londyn 1908 | Pistolet dowolny, 50 jardów          | 391 pkt. | 34      | [ 1 ]  |
| Londyn 1908 | Runda pojedyncza do sylwetki jelenia | 6 pkt.   | 14      | [ 2 ]  |
| Londyn 1908 | Runda podwójna do sylwetki jelenia   | 18 pkt.  | 14      | [ 3 ]  |